# .td
.td je internetová národní doména nejvyššího řádu pro Čad.